# Torpille de Bancroft
Narcine bancroftii
Espèce
Synonymes
- Torpedo bancroftii Griffith & Smith, 1834[1]
- Torpedo bancrofti Griffith & Smith, 1834[1]
- Narcine bancrofti Griffith & Smith, 1834[1]
- Narcine brasiliensis corallina Garman, 1881[1]
- Torpedo pictus Gronow in Gray, 1854[1]
- Narcine brasiliensis punctata Garman, 1881[1]
- Narcine umbrosa Jordan, 1884[1]

Statut de conservation UICN

 LC  : Préoccupation mineure
La Torpille de Bancroft, Narcine bancroftii, est une espèce de raies électriques ayant une forme de torpille, faisant partie de la famille des Narcinidae. Elle fut découverte en 1834 par Griffith et Smith. Un individu adulte mesure en moyenne 65 cm de long. Sa face dorsale est jaunâtre à brun orangé parsemée de marques plus sombres, généralement brun foncé, en forme d’anneau. Sa face ventrale est uniformément blanchâtre présentant souvent des taches irrégulières plus sombres.
Cette espèce benthique vit dans l’océan Atlantique Central Ouest plus précisément dans la Mer des Caraïbes, où elle est endémique, le long des côtes de la Caroline du Nord à la Guyane en passant par le Golfe du Mexique. La Torpille de Bancroft vit dans les eaux peu profondes à proximité des zones de surf entre 8 et 16 mètres de profondeur.
Son statut UICN est encore matière à discussion à la suite des grandes variations des effectifs observés. Actuellement, elle est catégorisée comme « préoccupation mineure » (LC) depuis 2016.

## Description

### Caractéristiques principales
Narcine bancroftii peut atteindre une taille comprise entre 60 et 65 cm de long au total. La dimension de maturité sexuelle chez le mâle est estimée entre 20 et 26 cm. La femelle doit quant à elle atteindre une taille supérieure d’environ 29 cm, atteinte à l’âge de 2 ans environ. À la naissance, les individus mesurent entre 9 et 10 cm,.

### Morphologie et anatomie
Cette espèce présente un disque de forme circulaire à ovale, légèrement plus large que long. À l’instar de Narcine brasiliensis, son disque est plus large à hauteur d’environ deux-tiers de sa longueur et son museau est de forme angulaire à arrondie vers l’avant. Elle possède des yeux plus grands que les spiracles, larges et subcirculaires aux bord épais et élevés. Son rideau nasal est court et large.
La largeur de la bouche est approximativement égale à l’espacement internasal. Les bandeaux dentaires sont larges au contour arrondi avec des dents coniques et aiguisées disposées en rangées dont le nombre varie entre 17 et 34 par mâchoire en fonction de l’âge de l’individu,.
Narcine bancroftii possède des nageoires pelviennes plus larges que longues ainsi que des nageoires dorsales plus hautes que longues aux sommets arrondis à aigus et des marges postérieures droites. Toutes les nageoires dorsales sont de même taille bien que la seconde soit plus inclinée vers l’avant. Sa queue robuste à la base et effilée est plus courte que le disque avec une nageoire caudale en éventail avec un bord postérieur presque droit, dépourvue de aiguillon. Cette espèce est souvent confondue avec l’espèce Narcine brasiliensis dont l’aire de répartition est très proche.
La raie adulte présente une couleur jaunâtre à brun orangé parsemée de marques plus sombres, généralement brun foncé, en forme d’anneau sur sa face dorsale. La face ventrale des individus, tant jeunes qu’adultes, est de couleur blanc-crème. Les jeunes sont semblables aux adultes mais présente des couleurs plus intenses,.
Les organes électriques de Narcine bancroftii sont capables de produire des décharges électriques de 14 à 37 volts, et ce dès la naissance,.

## Comportement

### Alimentation
La Raie électrique de Bancroft se nourrit principalement d’invertébrés qu’elle débusque sur les fonds sableux par succion.
Elle se nourrit donc en majorité de petits organismes benthiques.La présence de polychètes a été révélée dans 84% des estomacs de raies électriques de Bancroft, ce qui en fait son alimentation principale. Les crustacés et les mollusques occupent également une grande partie de leur alimentation. Dans une moindre mesure, des poissons de l’ordre des Anguilliformes sont également des proies potentielles. Les juvéniles ont quant à eux une alimentation composée essentiellement de crustacés,.
Cette espèce de raie est donc un prédateur benthique se nourrissant par succion à l’aide de ses mâchoires protrusibles. En effet, la Torpille de Bancroft est capable de déployer ses mâchoires sur une distance égale à la longueur de sa tête pour déterrer les polychètes enfouis,.
Narcine bancroftii produirait des décharges électriques produites par ses organes pour assommer ses proies. Très peu de cas de prédation (attaques d’autres organismes sur la Torpille de Bancroft) ont été recensés ce qui laisse à penser que ces organes serviraient également d’armes de dissuasion contre les requins et les dauphins qui ont, de ce fait, tendance à les éviter.

### Reproduction
Les individus femelles présentent une dimension de maturité sexuelle de 29 cm atteinte vers l’âge précoce de 2 ans, caractéristique de l’espèce. Les mâles quant à eux sont matures sexuellement à partir de 26 cm. Narcine bancroftii est ovovivipare : les femelles conservent les embryons en développement pendant une gestation de trois mois. Une mise en diapause des embryons serait cependant possible pouvant étendre la gestation jusqu’à 11 voire 12 mois, mais des études doivent encore être réalisées à ce sujet. Selon les estimations, une femelle peut donner naissance jusqu’à 20 jeunes. Les embryons sont d’abord nourris au vitellus, puis par histotrophie via un liquide riche en protéines semblable à un « lait utérin ». À la naissance, les juvéniles mesurent 9 à 10 cm et présentent des couleurs plus vives que les adultes.
Des études ont montré que toutes les femelles adultes de plus de 29 cm, en captivité et capturées à l’état sauvage, étaient gestantes en juillet. De cette façon, il est possible d’affirmer que la reproduction de cette espèce suit un cycle annuel et que les femelles matures sont capable de se reproduire chaque année,.
Par contre, aucune certitude n’existe quant à la période et au lieu des naissances. En Floride, les naissances ont lieu près des côtes proches des zones de surf entre août et septembre. Cependant, des naissances ont également lieu entre novembre et décembre en eaux plus profondes.

## Écologie

### Répartition et habitat
Narcine bancroftii vit dans l’océan Atlantique Central Ouest plus précisément dans la Mer des Caraïbes, le long des côtes de la Caroline du Nord à la Guyane en passant par le Golfe du Mexique. Malgré sa large aire de répartition, les populations restent localisées et ne migrent pas d’une zone à une autre. Cependant, les individus migrent entre les zones sablonneuses peu profondes (en été) et les eaux plus profondes (en hiver). La proximité de son aire de répartition avec celle de Narcine brasiliensis et leur forte ressemblance ont cependant causé de nombreuses erreurs de recensement des populations.
La Raie électrique de Bancroft vit dans les eaux peu profondes à proximité des zones de surf entre 8 et 16 mètres, identifiée sur base de captures. Lors d’une étude s’étendant entre 2012 et 2013, 127 individus ont été capturés entre 5 et 18 mètres pour une moyenne de 9 mètres de profondeur. Elle peut cependant être observée jusqu’à 55 mètres de profondeur et un individu a déjà été pêché sur des fonds de 340 mètres,.
Elle fréquente préférentiellement les fonds sablonneux notamment dans la partie la plus atlantique de sa répartition. Par contre, en Mer des Caraïbes, on la retrouve sur les récifs et les bans de sables adjacents. Dans les deux cas, l’habitat est principalement dominé par des étendues de sable. De manière générale, on retrouve cette espèce proches des plages ombragées, dans les baies vaseuses, les récifs, les estuaires et embouchures. L’espèce est cependant incapable de vivre en eau douce.
Des mesures concernant l’environnement ont révélé que Narcine bancroftii affectionne des températures comprises entre 22 et 30°C (moyenne de 27°C), une salinité comprise entre 28 et 37 ppt et une concentration d’oxygène dissous entre 3 et 3,7 mg/l. Ces exigences environnementales font que cette raie ne peut survivre en eau douce à l’intérieur des terres,,.

### Rôle écosystémique
La Raie électrique de Bancroft est une espèce prédatrice principalement nocturne et chasse en remuant le substrat pendant la nuit. Durant la journée, elle reste enfouie sous le sable et seuls ses spiracles sont visibles et révèlent sa présence.
Comme dit plus tôt, Narcine bancroftii est rarement sujette à de la prédation. Par contre, elle est sujette à du parasitisme, notamment par des infestations monogéniques, et à des infections bactériennes au niveau des branchies. Des parasites externes comme les sangsues et les copépodes peuvent également se développer sur la Torpille de Bancroft. Des bactéries, telles que Vibrio spp., sont répandues dans le sang des raies électriques en bonne santé, capturées dans le centre-nord du Golfe du Mexique, mais cette situation est assez commune chez les Chondrichtyens.

## Relation avec l'homme
En 2007, l’espèce a été catégorisée comme « en danger critique » à la suite de l’observation d’un déclin de la population à hauteur de 98% depuis 1972. Cependant, plusieurs études ont permis de revoir le statut de l’espèce en considérant également les prises indépendantes. De cette façon, en 2016, son statut est passé à celui de « préoccupation mineure » (LC).
Malgré son statut UICN favorable de « préoccupation mineure » (LC) et sa maturité sexuelle précoce, Narcine bancroftii est souvent capturée comme prise accessoire dans les filets des chalutiers, généralement lors de la pêche des crevettes, dans le nord du Golfe du Mexique, sur la côte est des États-Unis et dans les eaux de la Floride. Elle est aussi sujette à la pêche artisanale et non réglementée en zones côtières. De plus, de nombreuses activités humaines comme l’urbanisation et l’artificialisation des côtes, l’exploration et l’exploitation des fonds marins pour les ressources minières, en pétrole et en gaz ont un impact direct sur l’espèce et pourraient à long terme lui être préjudiciable. D’ailleurs, Last la classe encore dans les espèces en « danger critique » (CR).

## Étymologie
Son nom spécifique, bancroftii, ainsi que son nom vernaculaire, Torpille de Bancroft, lui ont été donnés en l'honneur d'Edward Bartholomew Bancroft (1744-1821), naturaliste britannique qui a notamment étudié les poissons électriques.